# Hoplocorypha sordida
Hoplocorypha sordida är en bönsyrseart som beskrevs av Giglio-tos 1916. Hoplocorypha sordida ingår i släktet Hoplocorypha och familjen Thespidae. Inga underarter finns listade i Catalogue of Life.